# NYC 1978
NYC 1978 – album koncertowy zespołu Ramones, nagrany 7 stycznia 1978 w nowojorskim Palladium, wydany 19 sierpnia 2003 przez wytwórnię King Biscuit.

## Lista utworów
1. „Rockaway Beach” (Dee Dee Ramone) – 2:20
2. „Teenage Lobotomy” (Dee Dee Ramone) – 2:04
3. „Blitzkrieg Bop” (Tommy Ramone/Dee Dee Ramone) – 2:05
4. „I Wanna Be Well” (Joey Ramone) – 2:21
5. „Glad to See You Go” (Dee Dee Ramone/Joey Ramone) – 1:51
6. „Gimme Gimme Shock Treatment” (Dee Dee Ramone/Johnny Ramone) – 1:31
7. „You're Gonna Kill That Girl” (Joey Ramone) – 2:32
8. „I Don't Care” (Joey Ramone) – 1:45
9. „Sheena Is a Punk Rocker” (Joey Ramone) – 2:17
10. „Havana Affair” (Dee Dee Ramone/Johnny Ramone) – 1:35
11. „Commando” (Dee Dee Ramone) – 1:45
12. „Here Today, Gone Tomorrow” (Joey Ramone) – 3:13
13. „Surfin' Bird” (Carl White/Alfred Frazier/John Harris/Turner Wilson) – 2:19
14. „Cretin Hop” (Tommy Ramone/Johnny Ramone/Dee Dee Ramone) – 1:45
15. „Listen to My Heart” (Dee Dee Ramone) – 1:38
16. „California Sun” (Henry Glover/Morris Levy) – 1:47
17. „I Don't Wanna Walk Around With You” (Dee Dee Ramone) – 1:22
18. „Pinhead” (Dee Dee Ramone) – 2:52
19. „Do You Want to Dance?” (Bobby Freeman) – 1:40
20. „Chainsaw” (Joey Ramone) – 1:28
21. „Today Your Love, Tomorrow the World” (Dee Dee Ramone) – 3:13
22. „Now I Wanna Be a Good Boy” (Dee Dee Ramone) – 2:01
23. „Suzy Is a Headbanger” (Dee Dee Ramone/Joey Ramone) – 1:54
24. „Let's Dance” (Jim Lee) – 3:06
25. „Oh, Oh, I Love Her So” (Joey Ramone) – 1:41
26. „Now I Wanna Sniff Some Glue” (Dee Dee Ramone) – 1:20
27. „We're a Happy Family” (Joey Ramone) – 2:14

## Skład
- Joey Ramone – wokal
- Johnny Ramone – gitara
- Dee Dee Ramone – gitara basowa, wokal
- Tommy Ramone – perkusja

Produkcja:
- Bob Gruen – fotograf
- Christy Barry – konsultant techniczny
- David Bias – projekt okładki
- Glen Robinson – miksowanie, mastering
- Jim Starace – konsultant techniczny
- Kevin T. Cain – producent
- Paul Natkin – fotograf
- Steve Ship – producent